# Hoplomeces laevicollis
Hoplomeces laevicollis är en skalbaggsart som beskrevs av Aurivillius 1916. Hoplomeces laevicollis ingår i släktet Hoplomeces och familjen långhorningar. Inga underarter finns listade i Catalogue of Life.